# Недогарська сільська рада
| Недогарська сільська рада — колишній орган місцевого самоврядування у Олександрійському районі Кіровоградської області з адміністративним центром у с. Недогарки. Сільській раді підпорядковані населені пункти: - с. Недогарки - с. Вільний Посад - с. Новоулянівка - с. Глибоке - с. Мар'ївка |

## Склад ради
Рада складається з 16 депутатів та голови.

### Керівний склад ради
| ПІБ                       | Основні відомості                                                 | Дата обрання | Дата звільнення |
| ------------------------- | ----------------------------------------------------------------- | ------------ | --------------- |
| Демидчик Віктор Романович | Сільський голова, 1963 року народження, освіта                    | 26.03.2006   | 31.10.2010      |
| Демидчик Віктор Романович | Сільський голова, 1963 року народження, освіта вища, безпартійний | 31.10.2010   | 25.10.2015      |

Примітка: таблиця складена за даними джерела

## Населення
Згідно з переписом УРСР 1989 року чисельність наявного населення сільської ради становила 976 осіб, з яких 428 чоловіків та 548 жінок.
За переписом населення України 2001 року в сільській раді мешкали 953 особи.

### Мова
Розподіл населення за рідною мовою за даними перепису 2001 року:
| Мова       | Відсоток |
| ---------- | -------- |
| українська | 94,02 %  |
| російська  | 4,72 %   |
| вірменська | 0,42 %   |
| білоруська | 0,31 %   |
| молдовська | 0,31 %   |
| угорська   | 0,21 %   |